# Аеропорт на Левандівці

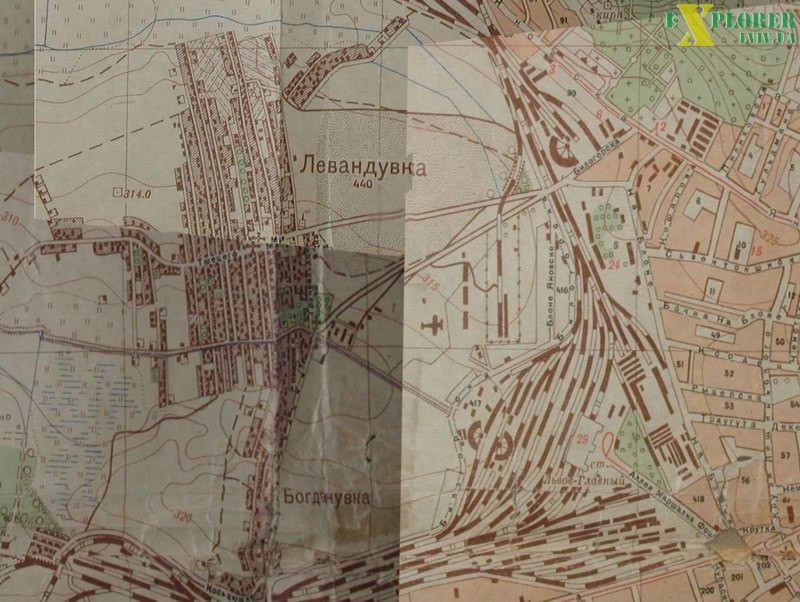
Фрагмент карти Львова 1929 року з аеропортом на Левандівці

Міжнародний аеропорт «Львів» на Левандівці — перше летовище Львова, збудоване близько 1914 року як військовий аеропорт. З 1922 року використовувався також у цивільних цілях. У 1929 році через занадто малі розміри льотного поля був закритий на користь нового львівського аеропорту на Скнилові.
Розташовувався між головним залізничним вокзалом і вокзалом станції «Клепарів» у межах сучасної Левандівки.

## Історія

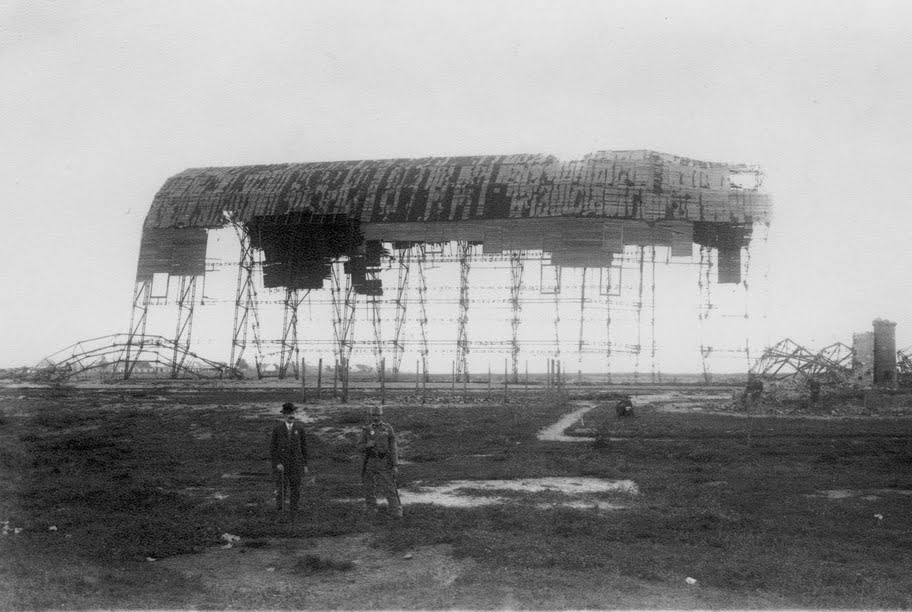
Залишки російського ангара на Левандівському летовищі (1915 рік)

Летовище зведено австрійською владою у східній частині Левандівки, на Янівських луках (блонях), близько 1914 року як військове. Згідно з мобілізаційним планом Австро-Угорської імперії на випадок війни з Росією, після початку бойових дій із Відня та Герца сюди мали прибути 11-та і 14-та авіаційні роти. Однак після початку першої світової війни через певні затримки цього не сталося.
Натомість 1915 року, під час окупації Галичини Російською імперією, на аеродромі базувалися російські бомбардувальники «Ілля Муромець», тоді — найбільші літаки у світі, створені авіаконструктором Ігорем Сікорським. Зокрема, на Левандівці з травня по червень базувалися два єдині, придатні тоді для бойових польотів літаки цього типу: 3-й та «Київський», відряджені сюди на фронт Третьої армії. З червня 1915 року на аеродромі знову почали базуватися австрійські війська, зокрема тут базувався 4-й цісарсько-королівський летунський парк, який виконував роль ремонтної бази.
З 20 березня 1918 року, згідно з міжурядовим договором між Австро-Угорщиною та Українською Народною Республікою, через аеропорт проліг маршрут першого в Україні регулярного поштового авіарейсу Відень—Київ. У березні відбулося випробування на літаку «Бранденбург», прикрашеному австрійськими та українськими прапорами, після чого маршрут став регулярним. Щоранку о 9:00 літак вирушав із віденського аеропорту «Аспер». Об 11:10 він прибував до Кракова, де дозаправлявся пальним, потім летів до Львова, де пілот ночував. Удосвіта літак відлітав до Києва через Проскурів (нині Хмельницький). Авіалінія працювала до 5 листопада 1918 року.
Під час польсько-української війни летовище перебувало під контролем поляків. Авіація УГА здійснила кілька атак на аеропорт. Воно стало головною базою польських повітряних сил. Зокрема, перша в історії операція авіації Війська Польського, яка відбулася 5 листопада 1918 року, була здійснена саме літаками, що базувалися на аеропорті «Левандівка», і була направлена проти ЗУНР. 7 листопада польський авіаційний підрозділ, розташований у Львові, отримав назву «2-га польова ескадрилья польської авіації». Згодом на Левандівку з Кракова було перебазовано 3-тю польову ескадрилью польської авіації. Разом вони утворили Львівську авіаційну групу, на чолі якої стояв капітан Кароль Стельмах. Загалом на її озброєнні налічувалося 14 військових літаків.
З травня 1919 року Левандівське летовище як допоміжне використовувала 39-та розвідувальна ескадрилья, яка була частиною Армії Галлера. З жовтня 1919 року на Левандівці базувалася новостворена 7-ма авіаційна ескадрилья імені Тадеуша Костюшка, утворена з американських добровольців для захисту Львова від радянського наступу. Після закінчення польсько-радянської війни у 1920 році польську авіацію було переформатовано. На Левандівці став базуватися 6-й авіаційний полк, до складу якого входили 161-ша та 162-га винищувальні ескадрильї, 61-ша і 62-га зв'язкові ескадрильї, 64-та і 65-та бомбардувальні ескадрильї, 63-я та 66-ша розвідувальні, і 69-та допоміжна ескадрилья.

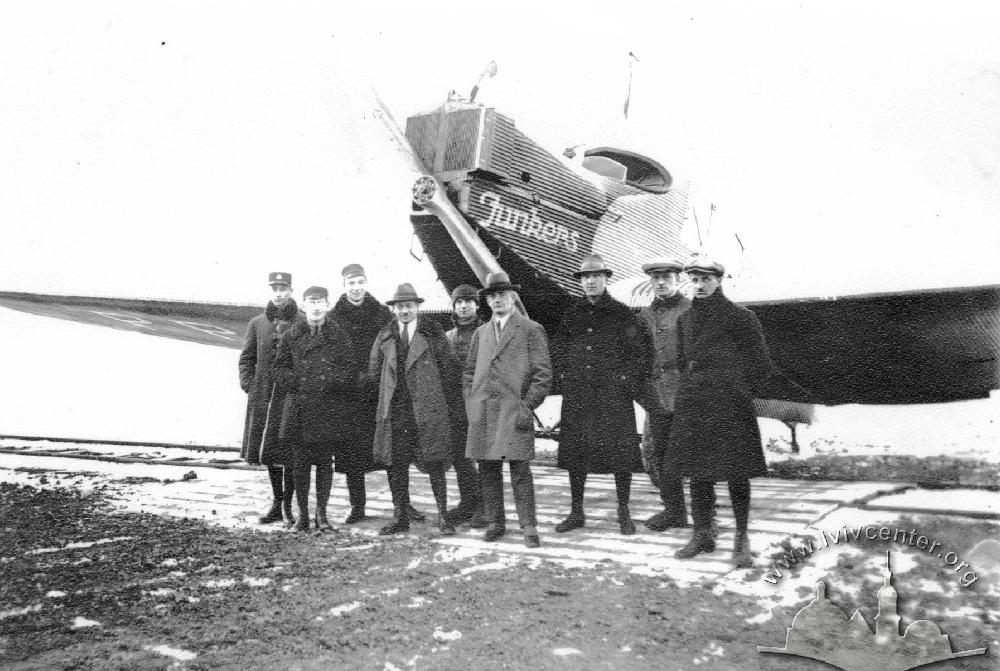
Пасажири першого рейсу «Гданськ—Варшава—Львів» і літак, що його здійснив 2 серпня 1922 року

2 серпня 1922 року на аеропорт було здійснено перший регулярний пасажирський рейс. Літаки «Юнкерс Ф-13» акціонерного товариства «Польська повітряна лінія „Авіаллойд“», створеного спеціально для обслуговування цього маршруту, здійснювали рейси за маршрутом Гданськ — Варшава — Львів. Згодом підприємство перейменовано на «Польська авіалінія „Аерольот“», після чого воно придбало літаки «Фоккер», що дозволяли долати відстань межи Львовом і Краковом за 1 годину 25 хвилин.
1923 року було ухвалено рішення збудувати для Львова новий аеропорт поблизу села Скнилів, адже аеропорт на Левандівці було неможливо розширити через навколишню забудову. Будівництво розпочалося 1925 року і закінчилося 1936 року, однак перебазування відбулося вже 1929 року, коли новий аеропорт «Львів» на Скнилові замінив левандівське летовище. У 1930-х територію колишнього летовища розпланували під мережу майбутніх вулиць. Однак їх забудова одно-двоповерховими будинками почалася лише у 1950-х роках.
Нині про колишній аеродром нагадують тільки назви навколишніх вулиць: Повітряна (колишня Льотнича), Пілотів, Пропелерна, Моторна, Планерна, Ангарна.

## Інфраструктура

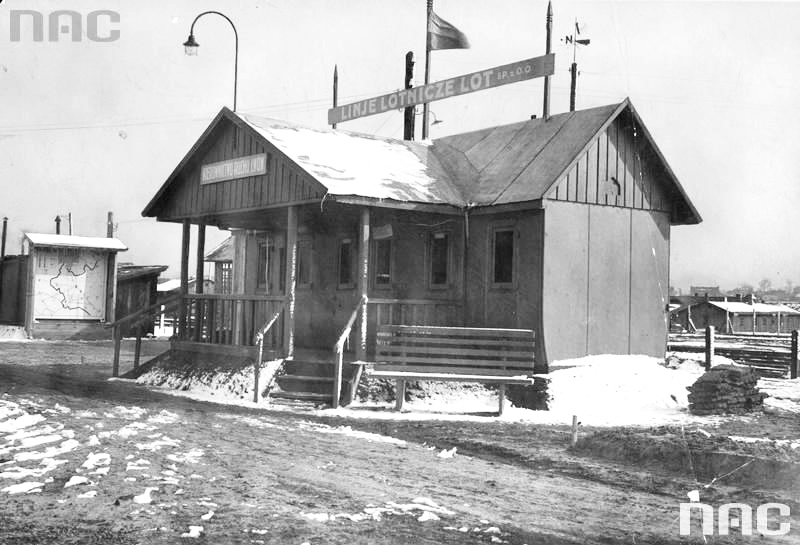
Канцелярія цивільних авіаліній (1929)

Левандівський аеропорт розташовувався на місці сучасної Левандівки приблизно між головним залізничним вокзалом і вокзалом станції «Клепарів». Цю місцевість тоді називали Янівські блоні.
З боку залізниці стояли великі будівлі, у яких розташовувалися майстерні з ремонту авіадвигунів і літаків, слюсарна і столярна майстерні. В окремих будинках були склади запчастин, цех для фарбування літаків, ангар для літаків, що потребували ремонту, зброярська майстерня, гараж. Поруч розміщувалися пожежна помпа з приводом від електротурбіни та барак охорони. У двох залізничних вагонах розташовувалася електростанція з бензиновим двигуном потужністю 100 кінських сил, яка використовувалася для польових ремонтів. Окремі приміщення мали канцелярія, телефонна станція та їдальня. Ближче до станції «Клепарів» розташовувалися склади авіабомб. Літаки стояли у трьох великих і кількох менших ангарах. Піщане льотне поле, що мало невеликий нахил на північ, мало площу 760 на 700 метрів.
Після організації пасажирського руху під потреби канцелярії цивільних авіаліній використовувалося кілька залізничних вагонів. Згодом військові передали цивільним невеликий дерев'яний будинок.